# Dagmar Genee
Dagmar Rixt Genee (* 31. Januar 1989 in Gorinchem) ist eine ehemalige niederländische Wasserballspielerin. Bei Weltmeisterschaften erkämpfte sie einmal Silber. Bei Europameisterschaften gewann sie einmal Gold und zweimal Silber.

## Sportliche Karriere
Dagmar Genee war mit der niederländischen Juniorenauswahl Fünfte bei der Juniorenweltmeisterschaft 2005 und Siebte bei der Juniorenweltmeisterschaft 2007. 
2013 belegte sie mit der Nationalmannschaft den siebten Platz bei der Weltmeisterschaft 2013 in Barcelona. Genee warf fünf Turniertore. 2014 erreichten die Niederländerinnen das Finale bei der Europameisterschaft in Budapest. Die Niederländerinnen unterlagen im Endspiel mit 5:10 gegen die Spanierinnen, wobei Genee ihr letztes Turniertor im Halbfinale gegen die Italienerinnen erzielte. 2015 bei der Weltmeisterschaft in Kasan bezwangen die Niederländerinnen im Halbfinale die Italienerinnen erst im Shoot-Out. Im Finale unterlagen sie dem Team aus den Vereinigten Staaten mit 4:5. Im Jahr darauf erreichten die Niederländerinnen bei der Europameisterschaft 2016 in Belgrad das Endspiel und verloren dort mit 7:9 gegen die Ungarinnen.
2017 bei der Weltmeisterschaft in Budapest verloren die Niederländerinnen in den Playoffs gegen die Russinnen mit 10:11, wobei Genee ein Tor erzielte. In den Platzierungsspielen erreichten die Niederländerinnen den neunten Rang. Im Jahr darauf bei der Europameisterschaft 2018 in Barcelona gewannen die Niederländerinnen im Halbfinale mit 8:7 gegen die Ungarinnen. Im Endspiel besiegten sie die Griechinnen mit 6:4. Dagmar Genee war Kapitänin ihrer Mannschaft, erzielte zehn Turniertore und traf einmal im Finale. 2019 bei der Weltmeisterschaft in Gwangju belegten die Niederländerinnen den siebten Rang. Seit dem Olympiasieg 2008 hatten sich die Niederländerinnen nicht mehr für die Olympiateilnahme qualifiziert. Bei den erst 2021 ausgetragenen Olympischen Spielen in Tokio spielte Genee ihr einziges Olympiaturnier. Nach einer Viertelfinalniederlage gegen die Ungarinnen erreichten die Niederländerinnen den sechsten Platz. Nach den Olympischen Spielen beendete sie ihre internationale Karriere.
Im Verein spielte Genee unter anderem bei GZC Donk und CN Sabadell. 2017 wurde sie niederländische Meisterin mit UZSC aus Utrecht, ihre Schwester Amarens Genee war ebenfalls im Team.